# Manfred Harder (Jurist)
Manfred Harder (* 15. November 1937 in Frankfurt am Main; † 17. Mai 2000 in Mainz) war ein deutscher Rechtswissenschaftler und Hochschullehrer. Von 1980 bis 1984 war er Präsident der Universität Mainz.

## Leben

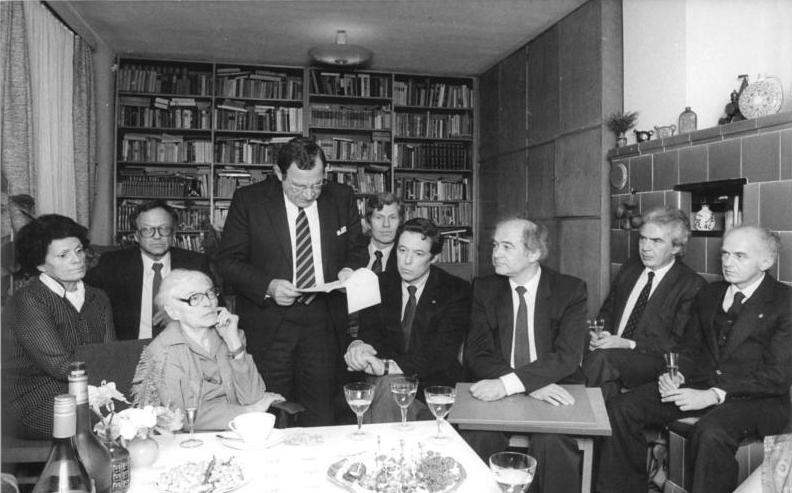
Bild und Text aus dem Bundesarchiv: Anna Seghers wurde die Ehrenbürgerschaft der Stadt Mainz verliehen. Aus diesem Anlass waren in ihrer Berliner Wohnung (v. r. n. l.) Klaus Höpcke, Stellvertreter des Ministers für Kultur der DDR; Manfred Harder, Präsident der Johannes Gutenberg-Universität Mainz; Bürgermeister Anton Maria Keim, Klaus Bölling, Leiter der Ständigen Vertretung der BRD in der DDR, Weyel (SPD-Fraktionsvorsitzender in Mainz); Oberbürgermeister Jockel Fuchs (stehend), Günter Storch (FDP-Fraktionsvorsitzender in Mainz), Frau Fuchs und andere Persönlichkeiten anwesend. (1981)

Manfred Harder wurde 1967 an der Freien Universität Berlin zum Dr. jur. promoviert. 1971 habilitierte er sich an der Freien Universität und lehrte hier zunächst als Professor. 1972 wurde er ordentlicher Professor an der Johannes Gutenberg-Universität Mainz, an der er römisches und bürgerliches Recht sowie Privatrechtsgeschichte der Neuzeit lehrte. Von 1980 bis 1984 war er Präsident der Mainzer Universität.
Von 1987 bis 1993 war Harder zudem als Richter am  Pfälzischen Oberlandesgericht Zweibrücken tätig.
Eine akademische Schülerin ist Inge Kroppenberg, die am Institut für Rechtsgeschichte, Rechtsphilosophie und Rechtsvergleichung der Juristischen Fakultät der Georg-August-Universität Göttingen den Lehrstuhl für Römisches Recht, Bürgerliches Recht und Neuere Privatrechtsgeschichte innehat.

## Ehrungen
- Bundesverdienstkreuz am Bande (13. Juli 1988)[1]

## Veröffentlichungen
- Zuwendungen unter Lebenden auf den Todesfall (Diss.), Berliner juristische Abhandlungen, Bd. 18, Berlin 1968
- Die Leistung an Erfüllungs Statt (Habil.), Berliner juristische Abhandlungen, Bd. 29, Berlin 1976
- De iustitia et de iure: Festgabe für Ulrich von Lübtow zum 80. Geburtstag, (Hrsg., mit Georg Thielmann), Berlin 1980, ISBN 3-428-04739-7
- Udo Wolter (1939 - 1993) (Red), Schriften der Johannes-Gutenberg-Universität, H. 2, Mainz 1994, ISBN 3-9802819-1-4
- Grundzüge des Erbrechts, 5. Aufl., Neuwied 2002, ISBN